# Vireux-Wallerand

Vireux-Wallerand este o comună în departamentul Ardennes din nordul Franței. În 1 ianuarie 2022 avea o populație de 1.849 de locuitori.